# Bank Gospodarki Żywnościowej
Bank Gospodarki Żywnościowej – polski bank komercyjny z siedzibą w Warszawie, funkcjonujący pod tą nazwą od utworzenia w 1975 do 29 kwietnia 2015. Od 30 kwietnia 2015 do 30 marca 2019 funkcjonował pod nazwą Bank BGŻ BNP Paribas SA. Od 1 kwietnia 2019 nazwa banku brzmi BNP Paribas Bank Polska SA.

## Historia
Początki banku należy wiązać z Polskim Bankiem Rolnym, który powstał w 1919 r. w Warszawie (od 1921 – Państwowy Bank Rolny, od 1948 – Bank Rolny). Przedmiotem działalności banku było zaopatrywanie średnich i drobnych gospodarstw rolnych w kredyt krótkoterminowy, kredyt długoterminowy w listach zastawnych na kupno gruntu i inwestycje. W tym samym roku powstała centrala finansowa dla istniejących kas oszczędnościowo-pożyczkowych o nazwie Centralna Kasa Spółek Rolniczych w Warszawie.
W 1975 r. połączono Centralny Związek SOP i państwowy Bank Rolny, w wyniku czego powstał państwowo-spółdzielczy Bank Gospodarki Żywnościowej, którego pierwszym prezesem został Romuald Harasimowicz. Pierwszymi udziałowcami BGŻ były 1663 zrzeszone banki spółdzielcze, do których należało 46 proc. udziałów oraz Skarb Państwa – 54 proc. udziałów.
Ważnym momentem w historii banku był rok 1994, w którym został on przekształcony w spółkę akcyjną. Minister Finansów, w uzgodnieniu z prezesem Narodowego Banku Polskiego, nadał statut BGŻ SA oraz powołał pierwszy zarząd i radę nadzorczą. W tym samym roku BGŻ rozpoczął współpracę z Agencją Restrukturyzacji i Modernizacji Rolnictwa. Podpisano umowę w sprawie warunków i trybu przyznawania dopłat do oprocentowania kredytów udzielanych ze środków banku na realizację przedsięwzięć gospodarczych związanych z rozwojem rolnictwa i gospodarki żywnościowej, objętych programami branżowymi lub regionalnymi. Biuro Maklerskie BGŻ jako pierwsze biuro maklerskie w Polsce, uzyskało w 1994 zezwolenie Komisji Papierów Wartościowych na prowadzenie zawodowego doradztwa w zakresie obrotu papierami wartościowymi.
W 1997 r. powstało przedstawicielstwo BGŻ S.A. w Moskwie, stwarzając możliwość obsługi bankowej klientów banków na rynkach wschodnich.
W rankingu brytyjskiego miesięcznika „The Banker” za 1998 r., BGŻ SA zajął 443. miejsce wśród 1000 największych banków świata.
W 2001 r. bank wzbogacił swoją ofertę o możliwość korzystania z systemu bankowości elektronicznej. W 2011 Bank BGŻ uruchomił platformę BGŻOptima, oferującą rozwiązania oszczędnościowe, która była oddziałem banku BGŻ. Z platformy BGŻOptima korzystało na koniec I poł. 2014 r. ok. 158 tys. użytkowników.
Przeciętne zatrudnienie w 2013 r. dla banku wyniosło 5537,94 etatów.
Do listopada 2004 dominującym właścicielem banku był Skarb Państwa, którego udział w akcjonariacie wynosił ponad 69 procent. Pozostałe akcje należały do sektora bankowości spółdzielczej, w tym do banków: Banku Polskiej Spółdzielczości w Warszawie, Gospodarczego Banku Wielkopolski w Poznaniu i Mazowieckiego Banku Regionalnego w Warszawie. 6 grudnia 2004 dokonano zmian w księdze akcyjnej poprzez wpisanie nowych akcjonariuszy, tj. Rabobank International Holding B.V. (13,76%) oraz Europejskiego Banku Odbudowy i Rozwoju (15,00%).
3 stycznia 2005 udział Rabobank w akcjonariacie zwiększył się do 35,30% w wyniku dokonanego przez niego zakupu akcji należących dotąd do banków zrzeszających.
W 2006 r. Bank BGŻ wprowadził nowe logo oraz nową organizację oddziałów i nowocześniejszy sposób sprzedaży produktów.
Na początku 2008 r. Rabobank nabył wszystkie akcje należące do Europejskiego Banku Odbudowy i Rozwoju, a 4 kwietnia 2008 przejął kontrolę nad BGŻ, uzyskując ponad 50% głosów na walnym zgromadzeniu.
Przed debiutem banku na Giełdzie Papierów Wartościowych w Warszawie udziałowcami byli: Rabobank (59,35%), Skarb Państwa (37,29%) oraz inne osoby fizyczne i prawne (3,36%). 27 maja 2011 był pierwszym dniem notowania akcji BGŻ na giełdzie. Skarb Państwa zmniejszył swój udział do 25,17% kapitału.

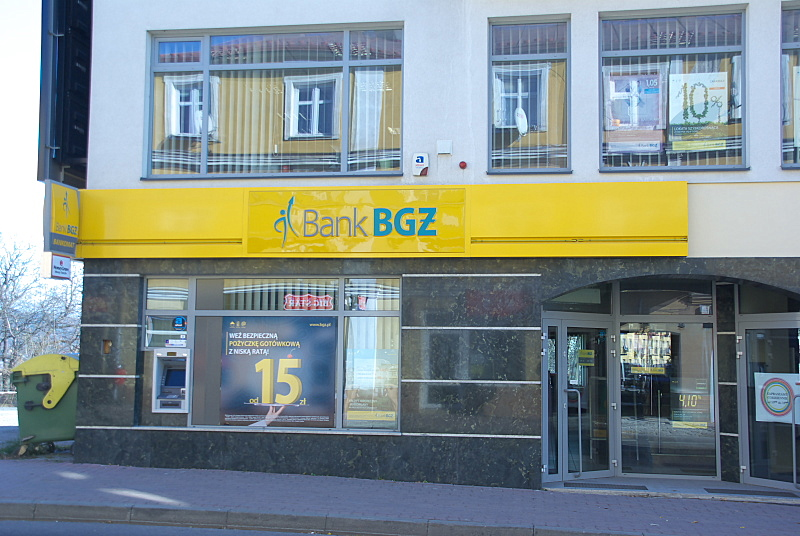
Placówka banku w Sanoku (2011)

17 września 2012 Rabobank powiększył swój udział w kapitale zakładowym Banku BGŻ do 98,26%. 20 września 2012 Rabobank poinformował, że zamierza połączyć BGŻ z Rabobank Polska. 18 czerwca 2014 nastąpiło połączenie obu banków przez przeniesienie całości majątku Rabobank Polska na rzecz Banku BGŻ.
W następstwie podpisanego 5 grudnia 2013 porozumienia, we wrześniu 2014 BNP Paribas przejęło od Rabobanku kontrolę nad Bankiem BGŻ za pośrednictwem wezwania na sprzedaż akcji Banku BGŻ ogłoszonego przez BNP Paribas 25 sierpnia 2014. We wrześniu 2014 BNP Paribas oraz Rabobank podały, że Rabobank zapisał się na sprzedaż akcji Banku BGŻ stanowiących ponad 74% kapitału. W październiku 2014 r. BNP Paribas dokupił dodatkowe 14,39% udziałów w Banku BGŻ.

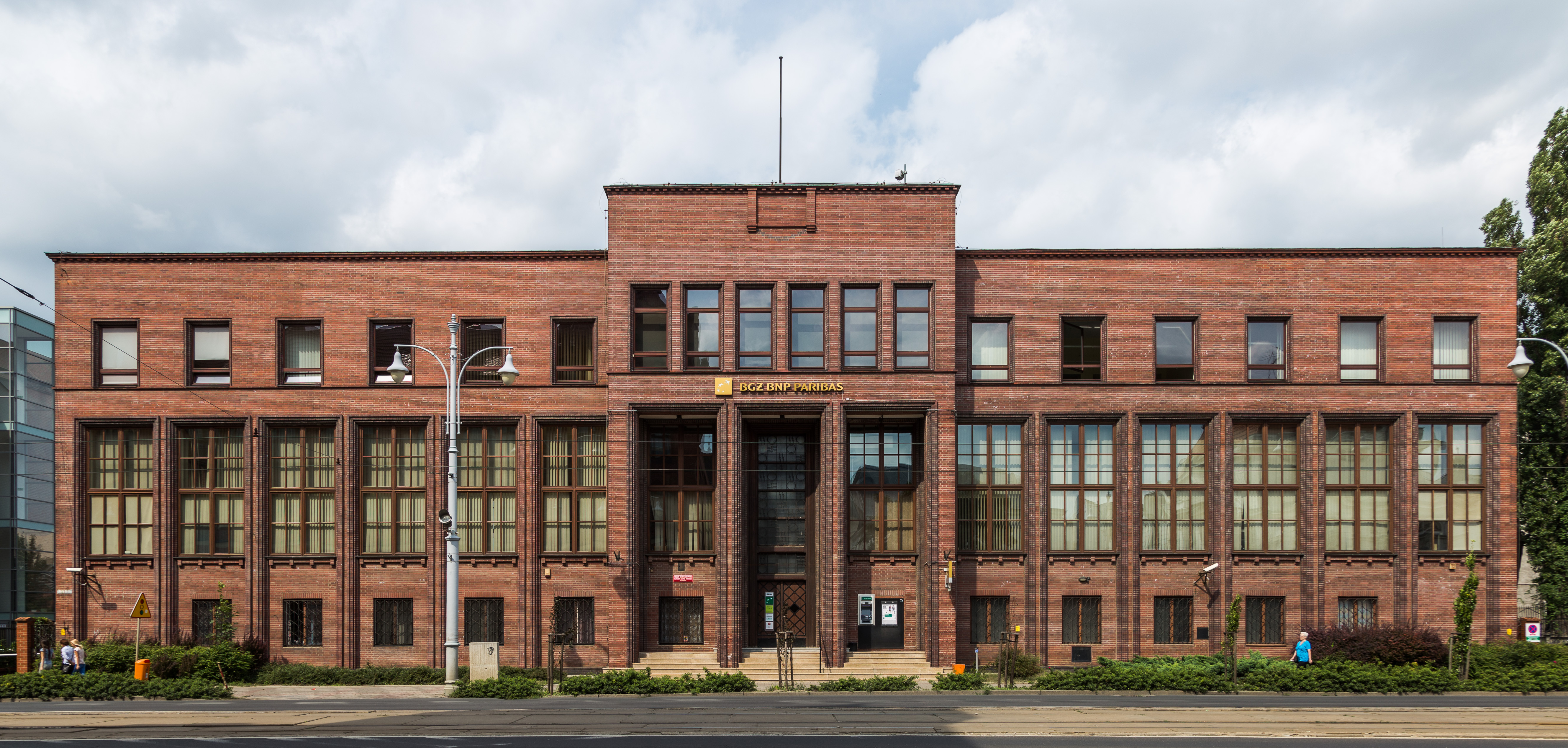
Toruń, bank BGŻ BNP Paribas, dawny budynek Banku Rolnego (2017)

30 maja 2014 Walne Zgromadzenia Banku BGŻ oraz Rabobank Polska podjęły uchwały o połączeniu obu instytucji, a 10 października Zarządy Banku BGŻ i BNP Paribas Banku Polska uzgodniły i podpisały plan połączenia obu podmiotów. Połączenie polegało na przeniesieniu całego majątku BNP Paribas Banku Polska na Bank BGŻ. Jednocześnie nastąpiło podwyższenie kapitału Banku BGŻ, z kwoty 56 138 764 PLN do kwoty 84 238 318 PLN poprzez emisję 28 099 554 akcji (Akcje Połączeniowe) o wartości nominalnej 1 PLN każda.
Bank BGŻ wydał wyemitowane akcje dotychczasowym akcjonariuszom BNP Paribas Banku Polska. W zamian za 6 akcji BNP Paribas Banku Polska akcjonariusze tego banku otrzymali 5 Akcji Połączeniowych. 18 maja 2015 na giełdzie notowane zostały akcje połączonego banku.
Proces łączenia obu banków był następstwem przejęcia kontroli nad Bankiem BGŻ przez Grupę BNP Paribas w połowie września 2014. Udział połączonego banku w rynku wynosił ok. 4% i był on siódmym co do wielkości bankiem w Polsce pod względem wartości aktywów.
Fuzja prawna Banku Gospodarki Żywnościowej i BNP Paribas Bank Polska nastąpiła 30 kwietnia 2015 przez przeniesienie całości majątku spółki BNP Paribas Bank Polska S.A. na Bank BGŻ S.A. Po połączeniu bank funkcjonował pod nazwą Bank BGŻ BNP Paribas S.A.
W 2019 r. nastąpiła ostateczna likwidacja marki BGŻ i zastąpienie jej firmą BNP Paribas Bank Polska.

## Prezesi
- Janusz Cichosz (do 1994)[16]
- Kazimierz Olesiak (1994–1998)[16]
- Michał Machlejd (1998–2002)[17]
- Jacek Bartkiewicz (2002–2013)[18]
- Monika Nachyła, p.o. (2013)[19]
- Geert Embrechts, p.o. (2013)[19]
- Józef Wancer (2013–2015)[20]